# Kabinet-Radhakishun
Het kabinet-Radhakishun was een Surinaams kabinet onder leiding van premier Pretaap Radhakishun. In deze periode stond Suriname onder militair gezag en was Fred Ramdat Misier de president. Het kabinet regeerde van 16 juli 1986 tot en met 13 februari 1987.

## Samenstelling
Pretaap Radhakishun werd op 16 juli 1986 premier van Suriname. Het kabinet-Radhakishun werd aanvankelijk geïnstalleerd om tijdens de overgangsperiode naar de volgende verkiezingen aan te blijven, maar zat de beoogde 27 maanden niet uit. Door onderlinge onenigheid trad het eerder af. Desondanks waren er tussentijds geen mutaties in het kabinet. Radhakishun komt voor uit de Vereniging Surinaams Bedrijfsleven (VSB).
De coalitie bestond voor het eerst weer deels uit politieke partijen, die voor de staatsgreep van 1980 hadden deelgenomen aan de verkiezingen. De partijen werden aangevuld met vertegenwoordigers van het militaire gezag, de vakbonden en de ASFA. Uit onvrede met de zetelverdeling tussen de vakbonden en het bedrijfsleven onthield de VSB zich van de debatten in het parlement, maar nam ze wel deel aan het Topberaad. Hetzelfde gold voor de politieke partijen. Bij hen was het ontbreken van democratische legitimiteit van het parlement daarin doorslaggevend.
| Ministerie                                               | Minister                       | Opmerkingen        |
| -------------------------------------------------------- | ------------------------------ | ------------------ |
| Algemene Zaken                                           | Pretaap Radhakishun (VHP)      | tevens premier     |
| Arbeid                                                   | André Koornaar (PWO)           |                    |
| Binnenlandse Zaken, Districtsbestuur en Volksmobilisatie | Jules Wijdenbosch (militairen) | tevens vicepremier |
| Buitenlandse Zaken                                       | Henk Herrenberg (militairen)   |                    |
| Financiën en Planning                                    | Subhas Mungra (VHP)            |                    |
| Landbouw, Veeteelt en Visserij                           | Cornelis Ardjosemito (KTPI)    |                    |
| Leger en Politie                                         | Wilfred Maynard (militairen)   |                    |
| Natuurlijke Hulpbronnen en Energie                       | Harry Kensmil (NPS)            |                    |
| Onderwijs, Wetenschappen en Cultuur                      | Allan Li Fo Sjoe (CLO)         |                    |
| Openbare Werken, Telecommunicatie en Bouwnijverheid      | Wilhelm Wolfram (NPS)          |                    |
| Sociale Zaken en Volkshuisvesting                        | Ewald Grep (Moederbond)        |                    |
| Sport- en Jeugdzaken                                     | Orlando van Amson (militairen) |                    |
| Transport, Handel en Industrie                           | Wim de Miranda (ASFA)          |                    |
| Volksgezondheid                                          | Arti Jessurun (NPS)            |                    |